# Nafazolina
La nafazolina è un principio attivo vasocostrittore simpaticomimetico ad azione rapida appartenente alla classe delle imidazoline, utilizzato per il trattamento della congestione delle arteriole oculari o nasali. La sua azione mira a ridurre i segni e sintomi della congestione ed è presente in numerosi prodotti da banco come colliri e preparazioni nasali.
La nafazolina è stata sviluppata per la prima volta nel 1942.

## Farmacologia

### Indicazioni
Indicata nel trattamento degli stati congestizi della congiuntiva caratterizzati da irritazione, bruciore, arrossamento dell'occhio, eccessiva lacrimazione, fotosensibilità.
Indicata nel trattamento sintomatico delle riniti e faringiti acute catarrali, riniti allergiche e vasomotorie, sinusiti acute.

### Farmacodinamica
La nafazolina è un agonista α-adrenergico simpaticomimetico che agisce inducendo la vasocostrizione delle arteriole nasali o oculari, risultando in una riduzione della congestione nel sito di somministrazione.

### Meccanismo d'azione
La nafazolina provoca il rilascio di noradrenalina nelle terminazioni nervose simpatiche. La noradrenalina si lega ai recettori α-adrenergici e causa vasocostrizione. La nafazolina è anche un leggero agonista dei recettori β-adrenergici, il che può causare un marcato effetto di rebound provocando vasodilatazione dopo che lo stimolo α-adrenergico è terminato. Il rilascio di noradrenalina da parte della nafazolina attiva anche un meccanismo di retroazione negativa che riduce la produzione di noradrenalina, il che può causare rinite medicamentosa quando si interrompe l'uso di nafazolina dopo un utilizzo prolungato.

### Assorbimento
I dati sull'assorbimento della nafazolina sono limitati, ma in generale i composti imidazolinici sono debolmente basici e lipofili, con un'alta biodisponibilità dal tratto gastrointestinale.

### Metabolismo
I dati sul metabolismo della nafazolina sono limitati. I composti imidazolinici subiscono un certo metabolismo epatico, ma una grande parte della dose può essere escreta inalterata nelle urine.

### Eliminazione
I composti imidazolinici subiscono un certo metabolismo epatico, ma una grande frazione della dose può essere escreta inalterata nelle urine. L'escrezione urinaria è maggiore in presenza di un'urina più acida.

### Tossicità
La nafazolina, se assunta in dosi elevate o ingerita, può causare depressione del sistema nervoso centrale (con possibilità di evolvere fino a coma e morte), ipotermia, bradicardia e morte. Questo effetto è particolarmente pronunciato nei bambini di età inferiore ai 6 anni.
L'uso prolungato di nafazolina può portare alla comparsa di rinite medicamentosa una volta sospesa l'assunzione del farmaco. Tale condizione è causata dal rilascio di noradrenalina dovuto alla nafazolina, che attiva un meccanismo di feedback negativo.
L'efficacia e la sicurezza dell'uso della nafazolina nei bambini di età inferiore ai 12 anni non sono state stabilite. Non sono ancora stati condotti studi sugli anziani. Il rischio durante la gravidanza, l'allattamento al seno e sulla fertilità in generale non è stato stabilito, tuttavia le pazienti in gravidanza e durante l'allattamento dovrebbero valutare attentamente i rischi e i benefici prima di iniziare il trattamento con nafazolina.

### Avvertenze
Durata del trattamento: limitare il trattamento topico con nafazolina a 4-5 giorni di terapia. L'uso protratto di preparati decongestionanti nasali, inclusa nafazolina, può alterare la normale funzione della mucosa del naso e dei seni paranasali, inducendo anche assuefazione al farmaco; può inoltre provocare congestione rebound (peggioramento dell'ostruzione nasale), rinite iatrogena e fenomeni di sensibilizzazione. L'uso prolungato di nafazolina può comportare ridotta sensibilità dei recettori adrenergici, recettori su cui agisce il farmaco, fino a tachifilassi (diminuzione fino a scomparsa dell'effetto farmacologico dopo somministrazione ripetute di un farmaco ad intervalli di tempo brevi). La ridotta sensibilità recettoriale e il danno della mucosa nasale sono probabilmente le cause della rinite iatrogena o medicamentosa. Anomalie anatomiche, come la deviazione del setto, o condizioni patologiche, come la poliposi nasale, sembrano facilitare la comparsa di rinite iatrogena in seguito all'uso di decongestionanti nasali. Sembrerebbe inoltre che la presenza di benzalconio cloruro come eccipiente (azione antisettica) possa favorire l'incidenza di congestione rebound: possibile attività anticolinergica in virtù della sua struttura quaternaria.